# Samanta Schweblin
Samanta Schweblin (Buenos Aires, 1978) là một tác giả người Argentina chuyên về ngôn ngữ Tây Ban Nha, người đã xuất bản ba tập truyện ngắn và tiểu thuyết, bên cạnh việc có những câu chuyện được xuất bản trong tuyển tập và tạp chí. Tác phẩm của bà đã giành được nhiều giải thưởng và đã được dịch sang hơn 20 ngôn ngữ bao gồm tiếng Anh, tiếng Đức, tiếng Pháp, tiếng Ý, tiếng Bồ Đào Nha, tiếng Serbia và tiếng Thụy Điển. Bà cư trú tại Berlin.
Năm 2002, Schweblin đã xuất bản cuốn sách đầu tiên El núcleo del Disturbio (Hạt nhân của sự nhiễu loạn), đã giành được một giải thưởng từ Quỹ Nghệ thuật Quốc gia Argentina và vị trí đầu tiên tại Cuộc thi Quốc gia Harold Conti. Năm 2008, bà đã giành giải thưởng Casa de las Americas cho bộ sưu tập truyện ngắn Pájaros en la boca (mouthful of Birds). Tập truyện ngắn thứ ba của bà, Siete casas vacías (Bảy ngôi nhà trống) được xuất bản năm 2015. Cuốn tiểu thuyết đầu tiên của bà <i id="mwHA">Distancia de Rescate</i> (lit. Giải cứu khoảng cách), được dịch sang tiếng Anh là Fever Dream, đã giành giải thưởng Tigerre Juan 2015, và được đề cử cho Giải thưởng quốc tế Man Booker 2017.
Schweblin đã xuất bản các tuyển tập Quand elles se glissent dans la peau d'un homme (Éditions Michalon, Francia. 2007), Una terraza propia (Norma, 2006), La joven Guardia (Norma, 2005), và Cuentos Argentinos (Sir España 2004), cùng với những tác phẩm khác. Một bản dịch tiếng Anh về câu chuyện của bà Killing a Dog đã được xuất bản trong số báo mùa hè năm 2009 của tờ báo hàng quý có trụ sở tại London The Drawbridge. Bản dịch các câu chuyện của bà cũng đã được xuất bản trên tờ The New Yorker và Granta.
Năm 2010, bà được tạp chí Granta chọn là một trong 22 nhà văn giỏi nhất Tây Ban Nha dưới 35 tuổi.
Năm 2019, bà lại một lần nữa được đề cử giải thưởng Man booker International cho bản dịch tiếng Anh của Pájaros en la boca (mouthful of Birds).

## liên kết ngoài
- Website chính thức